# Бенедиктов Борис Наумович
Борис Наумович Бенедиктов (нар. 1901, селище Кам'янка Подільської губернії, тепер Придністров'я, Республіка Молдова — розстріляний 8 березня 1937, місто Москва) — радянський діяч, юрист, заступник народного комісара юстиції УСРР, старший помічник Генерального прокурора УСРР, один з організаторів та провідників, а згодом і сам жертва комуністичного терору в Україні. Кандидат у члени ЦК КП(б)У в січні 1934 — 1936 р.

## Життєпис
Народився у єврейській родині. Здобув вищу освіту, за фахом юрист.
Член РКП(б) з 1920 року.
Працював у Верховному Суді Української СРР. На початку 1930-х років — заступник народного комісара юстиції Української СРР.
До 4 вересня 1936 року — старший помічник Генерального прокурора Української СРР.
26 серпня 1936 року заарештований органами НКВС. Засуджений 8 березня 1937 року до вищої міри покарання. Розстріляний і похований на Донському кладовищі міста Москви. Посмертно реабілітований 24 лютого 1989 року.